# Joseph Bramah
Joseph Bramah (Stainborough, 13 aprile 1748 – Londra, 9 dicembre 1814) è stato un inventore britannico, ricordato come inventore della pressa idraulica e come abile costruttore di serrature. Insieme a William George Armstrong è ritenuto uno dei padri fondatori della ingegneria idraulica.

## Biografia
Joseph Bramah era il secondogenito di Joseph Bramma, un agricoltore, e Mary Denton.
Frequentò la scuola a Silkstone (Yorkshire) e al termine degli studi fu messo a bottega presso un falegname del posto.
Finito l'apprendistato Bramah si trasferì a Londra dove iniziò l'attività di ebanista.
Nel 1783 sposò Mary Lawton di Mapplewell, nei pressi di Barnsley per poi stabilirsi a Londra.
La coppia ebbe una figlia e quattro figli.
Bramah e la sua famiglia in un primo momento vissero al 124 di Piccadilly per poi trasferirsi a Eaton Street, Pimlico.

## Invenzioni

### Lo sciacquone

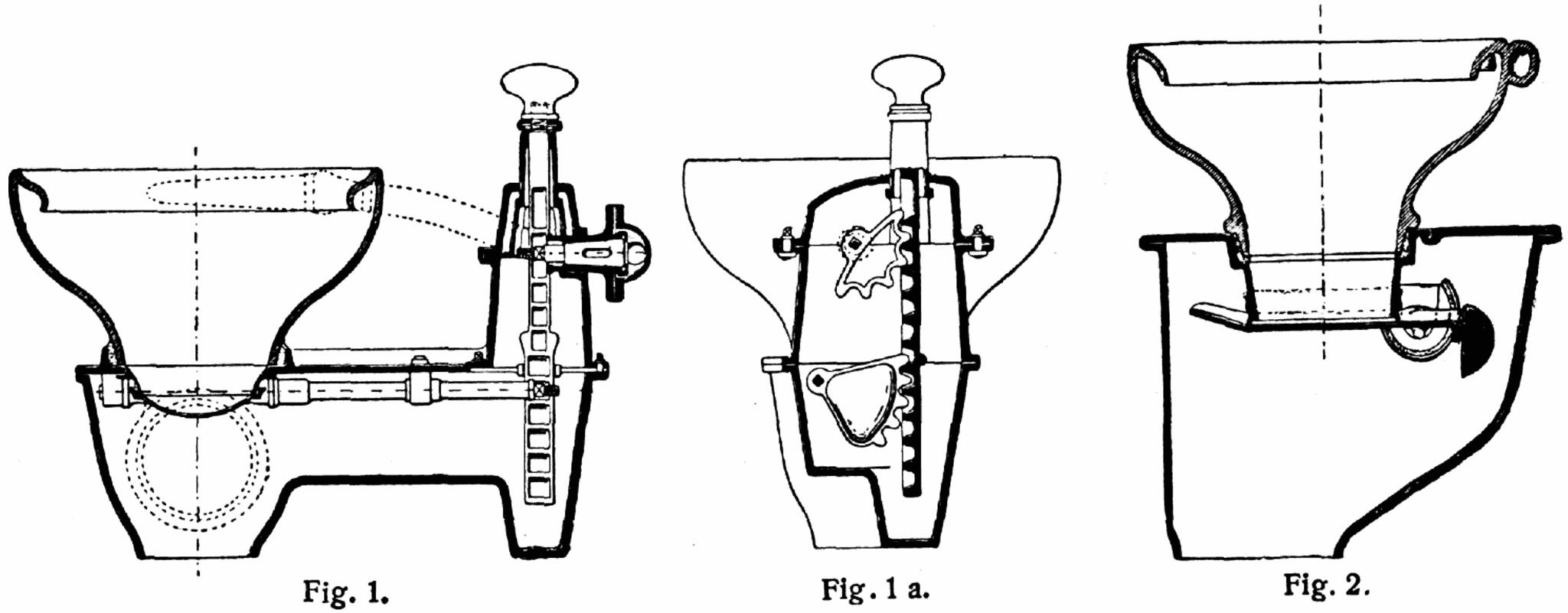
Lo sciacquone ideato da Joseph Bramah alla fine del XVIII secolo

La prima invenzione di successo fatta da Bramah fu il miglioramento dello sciacquone.
Egli aveva rilevato che i modelli allora installati nelle case di Londra presentavano la tendenza a bloccarsi col gelo dell'inverno.
Bramah progettò un nuovo modello in cui la valvola rettilinea era sostituita da un lembo incernierato che sigillava il fondo della vaschetta.
Per questa invenzione ottenne un brevetto nel 1778 e iniziò la produzione in un'officina di Denmark Street.
Questo sistema ottenne un grande successo e la produzione continuò fino al XIX secolo.
Gli originali WC sono ancora oggi in funzione presso la Osbourne House, residenza della regina Vittoria sull'Isola di Wight.

### La società "Serrature Bramah"

Marchio di fabbrica della Bramah Locks

Dopo aver studiato gli aspetti tecnici delle serrature Bramah ne progettò una sua, che brevettò nel 1784.
Nello stesso anno costituì la società "Bramah Locks" con sede al 124 di Piccadilly; la compagnia ha oggi sede a Marylebone e a Romford, (Essex).
Le serrature prodotte da Bramah erano famose per la loro resistenza all'effrazione e alla manomissione.
L'azienda è ricordata anche per lo slogan, esposto di fianco alla serratura nella vetrina del negozio di Londra a partire dal 1790, che recitava «L'artigiano che riuscirà a fare uno strumento in grado di scassinare o di aprire questa serratura riceverà 200 ghinee a lavoro compiuto».
Tale sfida rimase aperta per oltre 67 anni fino a quando, in occasione della Grande Esposizione del 1851, un fabbro americano di nome Alfred Charles Hobbs riuscì ad aprire la serratura.
Dopo alcune discussioni circa il metodo da questi usato per aprirla, alla fine il premio gli fu riconosciuto.
Il tentativo alla fine riuscito richiese circa 51 ore di lavoro, distribuite su 16 giorni.
La Challenge Lock è conservata al Museo della scienza di Londra.
Un esame della serratura mostra che essa fu ricostruita dopo la prova di Hobbs: infatti, in origine, essa aveva una molla centrale e 18 blocchetti di ferro, mentre in quella ricostruita vi erano 13 blocchetti ciascuno con la propria molla.
Nel 1798 brevettò un nuovo modello di serratura.

### Macchine utensili
Data la precisione richiesta per le sue serrature, Bramah si dedicò allo sviluppo di strumenti per aiutare i processi produttivi.
Egli si affidò alle capacità di Henry Maudslay che entrò a lavorare nella sua officina dall'età di 18 anni.
Insieme Bramah e Maudslay crearono un certo numero di macchine innovative che resero più efficiente la produzione derlle serrature di Bramah ed inoltre erano utilizzabili per altri cicli produttivi.
Poco prima che Bramah morisse nelle sue officine entrò a lavorare Joseph Clement che tra le altre cose contribuì alla progettazione del tornio.

### La pressa idraulica

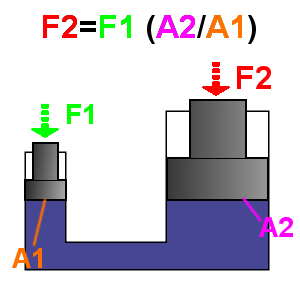
Incremento della forza idraulica

L'invenzione più importante di Bramah fu la pressa idraulica.
Tale macchina si basa sulla legge di Pascal secondo cui la pressione esercitata su un fluido racchiuso in un recipiente si trasmette invariata a qualsiasi punto del fluido e alle pareti del recipiente che lo contiene.
La pressa era costituita da due pistoni e due cilindri di diverso alesaggio.
Quando si esercita una forza sul pistone piccolo, questa viene tradotta in una forza più grande sul pistone più grande.
La differenza tra le due forze è proporzionale alla differenza dell'alesaggio dei due cilindri.
I cilindri agiscono, quindi, in maniera analoga a una leva quando questa è usata per aumentare la forza esercitatavi.
La pressa idraulica fu brevettata nel 1795 e ha tuttora numerose applicazioni industriali.
All'epoca di tale invenzione l'ingegneria idraulica era una scienza quasi sconosciuta,
Bramah (insieme a William George Armstrong) fu uno dei pionieri in tale campo.
La pressa idraulica è ancora conosciuta semplicemente come la Pressa Bramah.

### Altre invenzioni
Bramah brevettò 18 invenzioni, anche se non tutte hanno avuto lo stesso successo e la diffusione della serratura e la pressa idraulica: si segnalano una colonna per la birra alla spina (1797), una piallatrice meccanica (1802), una macchina per la fabbricazione della carta (1805), una stampatrice con numerazione delle banconote (1806), una penna stilografica (1809).

## La morte
Una delle ultime invenzioni di Bramah fu una pressa idraulica in grado di sradicare gli alberi. Questa macchina venne utilizzata nella Holt Forest, Hampshire. Mentre era impegnato a controllare questo lavoro, Bramah fu colpito da un forte raffreddamento sviluppatosi poi in polmonite.
Morì il 9 dicembre 1814 a Holt Forest e fu sepolto nel cimitero della chiesa di St. Mary a Paddington.
Nel centro di Barnsley è stato aperto nel 2006 un pub che porta il nome di Joseph Bramah.